# 西田誠
西田 誠（にしだ まこと、1923年〈大正12年〉2月19日 - 2008年〈平成20年〉11月19日）は、日本の政治家。元熊本県宇土市長（2期）。

## 来歴
熊本県宇土郡不知火村（のち不知火町、現在の宇城市）出身。1942年（昭和17年）熊本高等工業学校（現在の熊本大学工学部）卒業。卒業後は東京製綱に勤務し、その後帰郷し、西田鉄鋼所を開く。のちに株式会社に改組し、社長となる。
1990年（平成2年）宇土市長選挙に立候補し、当選。市長を2期務める。1998年（平成10年）の市長選挙には出馬しなかった。翌1999年（平成11年）勲五等瑞宝章を受章した。